# Rafaela Zanella
Pour les articles homonymes, voir Zanella.
Rafaela Köhler Zanella, née le 9 août 1986 à Santa Maria et d’origine italienne, est la Miss Brésil 2006. 
Après avoir été élue Miss Rio Grande do Sul, Rafaela est élue Miss Brésil le 8 avril 2006 à 19 ans alors qu’elle est étudiante en médecine à l’Universidade Luterana do Brasil (ULDB). Le 23 juillet 2006, elle participe à concours Miss Univers à Los Angeles où elle termine parmi les 20 finalistes.